# Державний кордон Кот-д'Івуару

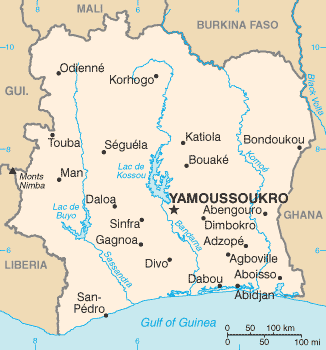
Карта Кот-д'Івуару

Державний кордон Кот-д'Івуару — державний кордон, лінія на поверхні Землі та вертикальна поверхня, що проходить по цій лінії, що визначають межі державного суверенітету Кот-д'Івуару над власними територією, водами, природними ресурсами в них і повітряним простором над ними.

## Сухопутний кордон
Загальна довжина кордону — 3458  км. Кот-д'Івуар межує з 5 державами. Уся територія країни суцільна, тобто анклавів чи ексклавів не існує.
Ділянки державного кордону
| Держава      | Ділянка         | Довжина (км) | Прикордонні регіони | Примітки |
| ------------ | --------------- | ------------ | ------------------- | -------- |
| Буркіна-Фасо | північ          | 545          |                     |          |
| Гана         | схід            | 720          |                     |          |
| Гвінея       | північний захід | 816          |                     |          |
| Ліберія      | захід           | 778          |                     |          |
| Малі         | північ          | 599          |                     |          |

## Морські кордони
Кот-д'Івуар на півдні омивається водами Гвінейської затоки Атлантичного океану. Загальна довжина морського узбережжя 515 км. Згідно з Конвенцією Організації Об'єднаних Націй з морського права (UNCLOS) 1982 року, протяжність територіальних вод країни встановлено в 12 морських миль (22,2 км). Виключна економічна зона встановлена на відстань 200 морських миль (370,4 км) від узбережжя. Континентальний шельф — 200 морських миль (370,4 км) від узбережжя.